# Stamboom Hendrik Casimir van Nassau-Dietz (1657-1696)
| Stamboom Hendrik Casimir van Nassau-Dietz (1657-1696)                                       | Stamboom Hendrik Casimir van Nassau-Dietz (1657-1696)                                                  | Stamboom Hendrik Casimir van Nassau-Dietz (1657-1696)                                             |
| ------------------------------------------------------------------------------------------- | --- | ------------------------------------------------------------------------------------------------- |
| Grootouders                                                                                 | Ernst Casimir van Nassau-Dietz (1573-1632) x 1597 Sophia Hedwig van Brunswijk-Wolfenbüttel (1592-1642) | Frederik Hendrik van Oranje-Nassau (1584-1647) x Amalia van Solms (1602-1675)                     |
| Ouders                                                                                      | Willem Frederik van Nassau-Dietz (1613-1664) x 1652 Albertine Agnes van Oranje-Nassau (1634-1696)      | Willem Frederik van Nassau-Dietz (1613-1664) x 1652 Albertine Agnes van Oranje-Nassau (1634-1696) |
| Hendrik Casimir II van Nassau-Dietz (1657-1696) x 1683 Amalia van Anhalt-Dessau (1666-1726) | |                                                                                                   |
| Kinderen                                                                                    | Johan Willem Friso van Nassau-Dietz (1687-1711) x Maria Louise van Hessen-Kassel (1688-1765)           | Johan Willem Friso van Nassau-Dietz (1687-1711) x Maria Louise van Hessen-Kassel (1688-1765)      |
| Kleinkinderen                                                                               | Anna (1710-1777) Willem IV (1711-1751)                                                                 | Anna (1710-1777) Willem IV (1711-1751)                                                            |